# 앤드루 맥니 (배우)
앤드루 맥니(영어: Andrew McNee, 1974년 12월 25일~)는 캐나다의 배우이다.

## 작품 목록

### 영화
- Adventures in Public School (2017)
- 라모너 앤 비저스 (2010년)
- 윔피 키드 (2010년) - 말론 코치 역
- 파이어월 (2006년)
- 주차단속원, 그랜트 파커 (2003년)